# Täppas Fogelberg
Täppas Fogelberg, egentligen Hans Erik Gunnar Lorentz Fogelberg, född 18 april 1951 i Heliga Trefaldighets församling i Gävle, är en svensk journalist och författare.

## Biografi
Fogelberg blev känd genom TV-programmet Jacobs stege och TV-serien På tur med Täppas. Han arbetade som röstskådespelare i radiojulkalendern Skäggstölden på Kråkebohöjden. Han hade ett barnprogram i Sveriges Television som visades i Björnes magasin. Fogelberg var i nästan 20 år och till och med november 2019 en av programledarna i radioprogrammet Ring P1. Han skriver krönikor i Allas och Hudiksvalls Tidning samt recenserar ljudböcker i Tara.
Fogelberg har varit mörkerblind hela sitt liv och är sedan mitten av 1990-talet blind då han drabbats av retinitis pigmentosa.
I en artikel på SVT Debatt den 5 oktober 2012 skrev Fogelberg ett inlägg om Lars Vilks som kom att bli kritiserat, bland annat på Dagens Nyheters ledarsida. Han drev tesen att Vilks fick skylla sig själv, att polisen borde dra in hans skydd och att stormningen av hans hus skulle läggas upp på YouTube. Inlägget väckte många reaktioner och ledde till att Fogelberg under en vecka blev avstängd från att leda Ring P1.